# Шепард, Люциус
Лю́циус Ше́пард (англ. Lucius Shepard; 21 августа 1943, Линчберг, Виргиния — 18 марта 2014, Портленд, Орегон) — американский писатель, работавший в жанрах научной фантастики, магического реализма и литературы ужасов.

## Биография
Высшего образования не получил. С середины 1960-х годов и на протяжении двадцати лет он вёл беспорядочную жизнь: бродяжничал и путешествовал, побывал в Латинской Америке, Северной Африке, Юго-Восточной Азии, Европе; работал дворником, продавцом маек, играл в джаз-ансамбле, преподавал испанский язык, работал вышибалой в борделе Малаги.

Шепард ворвался в литературу в первой половине 80-х годов, и уже по первым рассказам стало ясно — в фантастику пришёл очень яркий самобытный писатель со своим стилем и почерком.

Первой опубликованной книгой Шепарда стал сборник стихов «Кантата на смерть, слабоумие и поколение» (1967 год). Свой дебютный рассказ «Чёрный коралл» (англ. Black Coral) писатель опубликовал в антологии Марты Рэндалл (англ. Marta Randall) «New Dimensions» в 1981 году. Произведения писателя переведены на многие языки мира (в России, например, переводы нескольких рассказов Шепарда принадлежат Андрею Лазарчуку).
Люциус Шепард умер 18 марта 2014 года в возрасте 70 лет.

## Творчество

### Научная фантастика
Шепард заявил о себе как о писателе-фантасте в сентябре 1983 года, продав рассказ «Глаза Солитарио» журналу «Fantasy & Science Fiction». Последующие произведения (рассказы «Рассказ путешественника», «Человек, который раскрасил дракона Гриауля», «Жнец», «Конец жизни, которую мы знали», «Охотник на ягуаров»; роман «Зелёные глаза») за короткое время снискали признание НФ-критики. Лучшей книгой Шепарда признают[кто?] жёсткий и даже жестокий роман «Жизнь в военное время» (1987 год), первая часть которого, повесть «R & R», вышла годом раньше и тогда же завоевала премию «Небьюла».

### Магический реализм
Многие произведения автора написаны в жанре магического реализма. Литературные критики указывают на влияние на творчество Шепарда таких писателей, как Габриэль Гарсия Маркес и Джозеф Конрад.